# Oekaki
Oekaki (jap. お絵描き) – japońskie słowo, które znaczy „rysunek, szkic”.

## Internetowe boardy oekaki
Oekaki pozwala na rysowanie obrazków za pomocą programu graficznego umieszczonego na serwerze i zamieszczanie ich na forum. Nie wysyła się tam obrazków z dysku, lecz rysuje się je bezpośrednio w przeglądarce, za pomocą myszki lub tabletu. 
Programy do tworzenia oekaki zazwyczaj są appletami Javy lub ActiveX. Niektóre mają na tyle rozwinięte funkcje (np. blending), że można stworzyć za ich pomocą profesjonalnie wyglądające prace. Rysunki są zazwyczaj dość małe, mają wymiary kilkuset pikseli wysokości i szerokości. Najpopularniejsze applety to: OekakiBBS, PaintBBS, Shi-Painter i ChibiPaint.